# Сандифорт, Жерард
Жерард Сандифорд (31 января 1779, Лейден — 5 ноября 1848, там же) — нидерландский врач, преподаватель, медицинский писатель, сын Эдуарда Сандифорда.
Начальное медицинское образование получил у своего отца, который, в частности, обучил его делать лекарства и анатомические рисунки. С 1793 года посещал лекции по медицине при Лейденском университете, официально был зачислен туда 8 февраля 1799 года, в тот же день став прозектором при университетском анатомическом театре, где был помощником своего отца. 31 января 1801 года получил степень доктора медицины, со 2 февраля того же года стал экстраординарным профессором. 29 марта 1805 года сменил своего отца в качестве преподавателя анатомии, 4 ноября 1807 года был назначен ординарным профессором медицины, анатомии, физиологии и хирургии и с 6 июля 1812 года возглавлял соответствующую кафедру. 16 октября 1815 года после непродолжительного закрытия Лейденского университета был восстановлен на прежней должности королевским указом. Некоторое время руководил королевским ботаническим садом. Состоял членом нескольких научных обществ, в 1824/25 и 1844/45 учебных годах избирался ректором университета.
Как учёный продолжал «Museum anatomicum» своего отца (Лейден, 1827—1836, III и IV тома), написал следующие работы: «Tabula cranomiorum diversarum nationum» (Лейден, 1838—1840, 2 тома), «Tabulae anatomicae situm viscontum thoracicorum et abdominalium depingentes» (1801), «Tabulae anatomicae chirurgicae doctrinam herniarum monstrantes» (1818).